# Дус-Холь (озеро, Эрзинский кожуун)
Дус-Холь (Эрзинское) (Дус-Холь — тув.: солёное озеро, Бай-Холь — тув.: богатое озеро) — озеро в 12 км к северо-западу от Эрзина на левом берегу реки Тес-Хем, к юго-востоку от озера Дус-Холь (Самагалтайское) в Эрзинском кожууне республики Тыва. Площадь поверхности — 1,68 км². Площадь водосборного бассейна — 32,6 км². Высота над уровнем моря — 990 м.

## Общие сведения
Местность живописная. Озеро лежит на северо-востоке Убсу-Нурской котловины в глубокой бессточной впадине и окружено холмистой возвышенностью. Берега песчаные, на дне чёрный слой ила. Хотя на берегах нет леса, озеро поражает своей формой, радующими глаз очертаниями и красивыми берегами, которые являются хорошими пляжами.

## Туризм
Озеро не используется в курортных, туристический и бальнеологических целях, хотя и представляет хорошее место для отдыха и лечения.

## Бальнеологические и курортные характеристики
Вода в озере солёная. Рапа хлоридно-сульфатная натриево-магниевая. Присутствует бром. pH 7.6.